# NGC 4144
NGC 4144 este o intermediate spiral galaxy⁠(d) situată în constelația Ursa Mare. A fost descoperită în 1788 de către William Herschel. Se află la o distanță de 6,89 megaparseci de Pământ.